# Стојан Добрев
Стојан Добрев (Стара Загора, 12. новембар 1968) је бивши бугарски рвач и репрезентативац у рвању грчко-римским стилом. Два пута је био првак Европе, на Светским првенствима је освојио једну бронзу и два пута је учествовао на Олимпијским играма, 1992. и 1996. Носилац је златног појаса Никола Петров из 1993. године. Од јануара 2014. тренер је рвачке репрезентације Србије.